# Leandro Domingues
Pour les articles homonymes, voir Domingues.
Leandro Domingues Barbosa, né le 24 août 1983 à Vitória da Conquista et mort le 1er avril 2025 à Salvador de Bahia, est un footballeur brésilien qui joue au poste de milieu offensif dans les années 2000 et 2010.

## Palmarès
- Championnat du Japon :
  - Champion : 2011

- Championnat du Japon de deuxième division :
  - Champion : 2010

- Coupe du Japon :
  - Vainqueur : 2012

- Coupe de la Ligue japonaise :
  - Vainqueur : 2013

- Supercoupe du Japon :
  - Vainqueur : 2012
  - Finaliste : 2013

- Championnat de Bahia :
  - Champion : 2002, 2003, 2004, 2005, 2009, 2016

- Copa do Nordeste :
  - Vainqueur : 2003

- Championnat du Minas Gerais :
  - Champion : 2008

## Distinctions personnelles
- Membre du J. League Best Eleven en 2011, 2012